# Régiment de Gâtinais (1692-1749)
Pour les articles homonymes, voir régiment de Gâtinais.
Le régiment de Gâtinais est un régiment d’infanterie du royaume de France créé en 1692 et incorporé au régiment de Lorraine en 1749.

## Création et différentes dénominations
- 10 octobre 1692 : création du régiment de Gâtinais
- 18 février 1749 : incorporé au régiment de Lorraine

## Colonels et mestres de camp
- 4 octobre 1692 : Henry, vicomte de Poudens, brigadier le 3 janvier 1696
- 7 juin 1704 : Philippe Charles de La Fare, marquis de La Fare, né le 15 février 1687, brigadier le 1er janvier 1716, maréchal de camp le 10 avril 1720, lieutenant général des armées du roi le 1er août 1734, maréchal de France le 19 octobre 1746, † 4 septembre 1752
- 1717 : N. d'Asy
- 19 août 1726 : Nicolas de Chaugy[1] (où Changy), comte de Roussillon, brigadier le 1er août 1734, maréchal de camp le 20 février 1743
- 6 mars 1743 : Louis de Gouy d'Arsy, marquis de Gouy, brigadier le 11 septembre 1747, maréchal de camp le  10 février 1759
- 7 septembre 1746 : Pierre Georges de Vaucouleurs, comte de Lanjamet, brigadier le 10 mai 1748, maréchal de camp le 20 février 1761

## Historique des garnisons, combats et batailles
3 drapeaux, dont un blanc colonel, et 2 d’ordonnance, « noirs, & les traverses en pointe moitié jaunes & vertes dans les 4 quarrez, & croix blanches ».

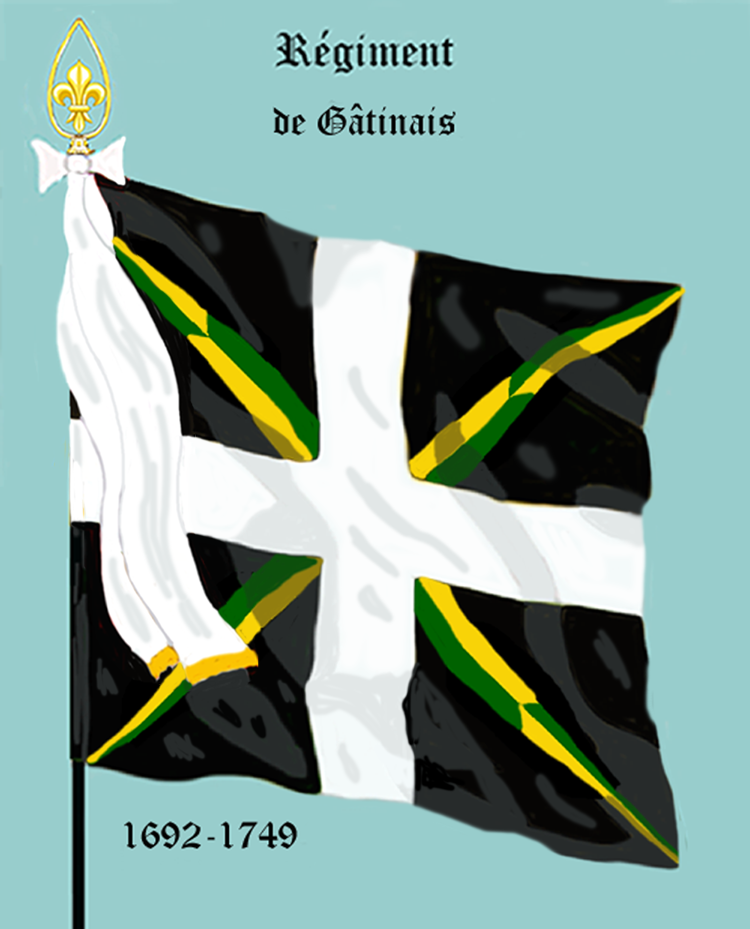
de 1692 à 1749
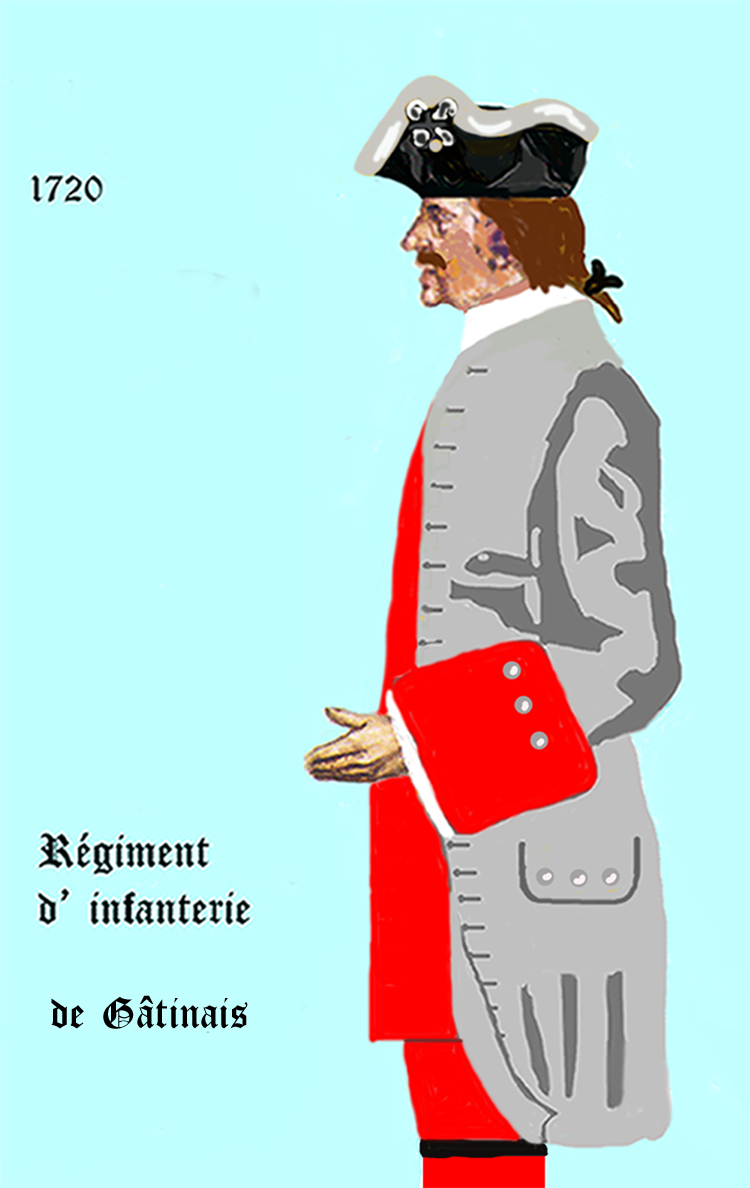
de 1720 à 1734
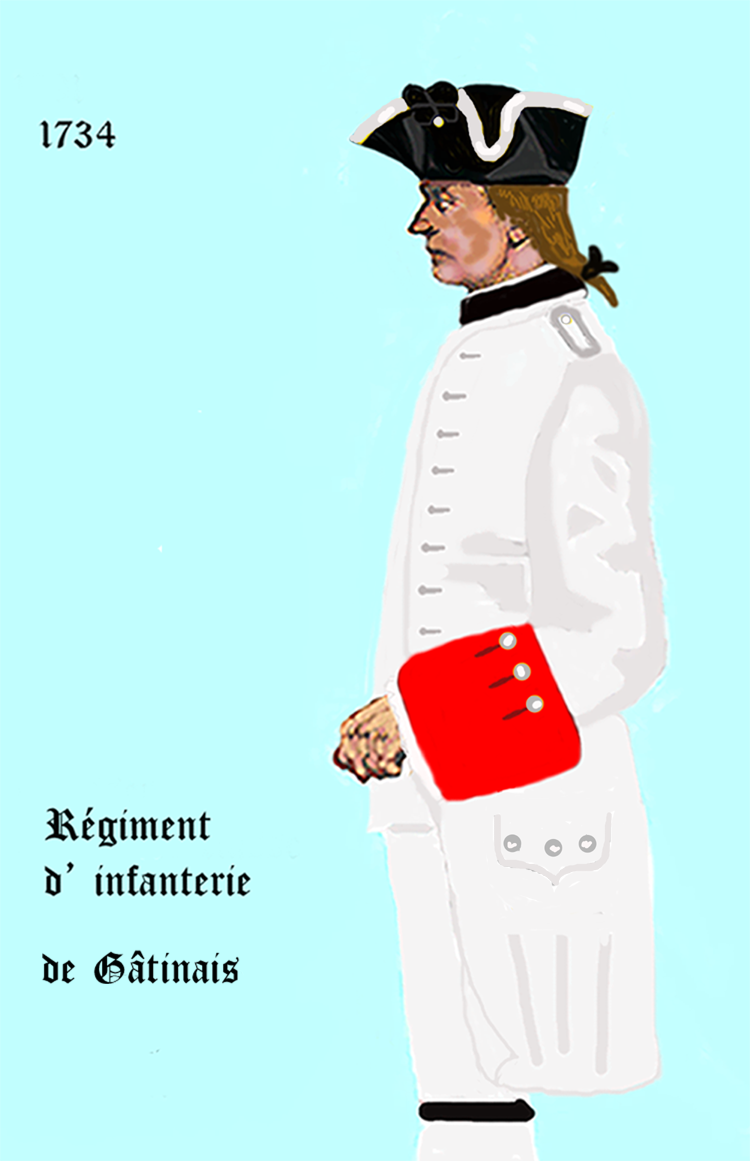
de 1734 à 1749

- 1693 : Italie, La Marsaglia (4 octobre)
- 1695 : Catalogne
- 1697 : Barcelone
- 1701 : Allemagne, Italie, Chiari
- 1702 : défense de Crémone, Luzzara, Guastalla, Borgoforte
- 1703 : Stradella, Castelnuovo, Tyrol, Asti
- 1704 : Verceil, Ivrée, Verrue
- 1705 : La Mirandole, Cassano (16 août)
- 1706 : Turin (14 mai), Calcinato (19 mai)
- 1707 : défense de Toulon
- 1708 : Dauphiné, Cézanne
- 1708 - 1712 : Alpes
- 1713 : Roussillon
- 1714 : Barcelone
- 1733 : Allemagne, Kehl (13 octobre - 29 octobre)
- 1734 : Ettlingen, Philippsbourg (2 juin - 18 juillet)
- 1735 : Klausen
- 1744 : Alpes, Nice, Coni (30 septembre)
- 1746 : Tidone
- 1747 - 1748 : Provence
- 18 février 1749 : incorporé au régiment de Lorraine pour former son 2e bataillon

## Personnalité
- Louis Charles de Jurgy de La Varenne alors volontaire puis lieutenant et enseigne.